# Нішель Ніколс
Грейс Делл Ніколс (28 грудня 1932 — 30 липня 2022), Нішель Ніколс ([nɪˈʃɛl]) — американська акторка, співачка й танцюристка. Найвідоміша роль — Нійоти Ухури у «Зоряному шляху: Оригінальний серіал» і в однойменній серії фільмів — стала новаторською для афроамериканських акторок на американському телебаченні. З 1977 по 2015 рік Ніколс просувала програми НАСА та найму астронавтів, зокрема жінок та етнічних меншин. Удостоєна зірки на Голлівудській алеї слави.

## Раннє життя
Грейс Делл Ніколс народилася третьою з шести дітей 28 грудня 1932 року у Роббінсі, штат Іллінойс, передмісті Чикаго, у родині Семюеля Ерла Ніколса, фабричного робітника, який був обраний мером міста Роббінс у 1929 році та головним суддею, та його дружини Лішії (Паркс) Ніколс, домогосподарки. Дівчинці не подобалась її ім'я, тому вона попросила батьків змінити його. Вони запропонували «Нішель», що, за їхніми словами, означало «переможна діва» (від Ніка та суфікса -elle). Пізніше сім'я переїхала у квартиру в районі Чикаго Вудлон. Ніколс відвідувала середню школу Енглвуд, яку закінчила у 1951 році. З 12 років вона вивчала танці в Чиказької академії балету.

## Кар'єра
Ніколс почала свою кар'єру співачки й танцдюристки в Чикаго. Потім вона гастролювала США та Канадою з групами Дюка Еллінгтона та Лайонела Гемптона. 1959 року вона з'явилася як головна танцюристка у фільмі «Поргі та Бесс». Акторський прорив Ніколс відбувся після появи у виставі «Кікс і компанія», високо розрекламованому, але нещасливому мюзиклі 1961 року Оскара Брауна. У тонко завуальованій сатирі на журнал «Playboy» вона зіграла Гейзел Шарп, хтиву королеву університетського містечка, яку диявол і журнал «Orgy» спокусили стати «Оргійною дівчиною місяця». Попри закриття вистави після нетривалого періоду показів в Чикаго, Ніколс привернула увагу Г'ю Гефнера, видавця «Playboy», який запросив її співачкою у свій клуб. Вона також з'явилася у ролі Кармен у постановці «Кармен Джонс» і зіграла в нью-йоркській виставі «Поргі та Бесс». Між акторською та співочою діяльністю Ніколс час від часу працювала моделлю.
У січні 1967 року Ніколс з'явилася на обкладинці журналу «Ebony», і за п'ять років у виданні надрукували дві статті про неї. Ніколс продовжувала гастролювати США, Канадою та Європою як співачка з групами Дюка Еллінгтона та Лайонела Гемптона. На Західному узбережжі вона з'явилася в «Рев Гріспейнта» та «Для моїх людей». Вона отримала високу оцінку за роботу в п'єсі Джеймса Болдуіна «Блюз для містера Чарлі». До того, як отримати роль лейтенантки Ухури в "Зоряному шляху ", Ніколс знімалася як запрошена акторка в першому серіалі продюсера Джина Родденберрі «Лейтенант» (1964) в епізоді про расові упередження «Виправити все».

### «Зоряний шлях»

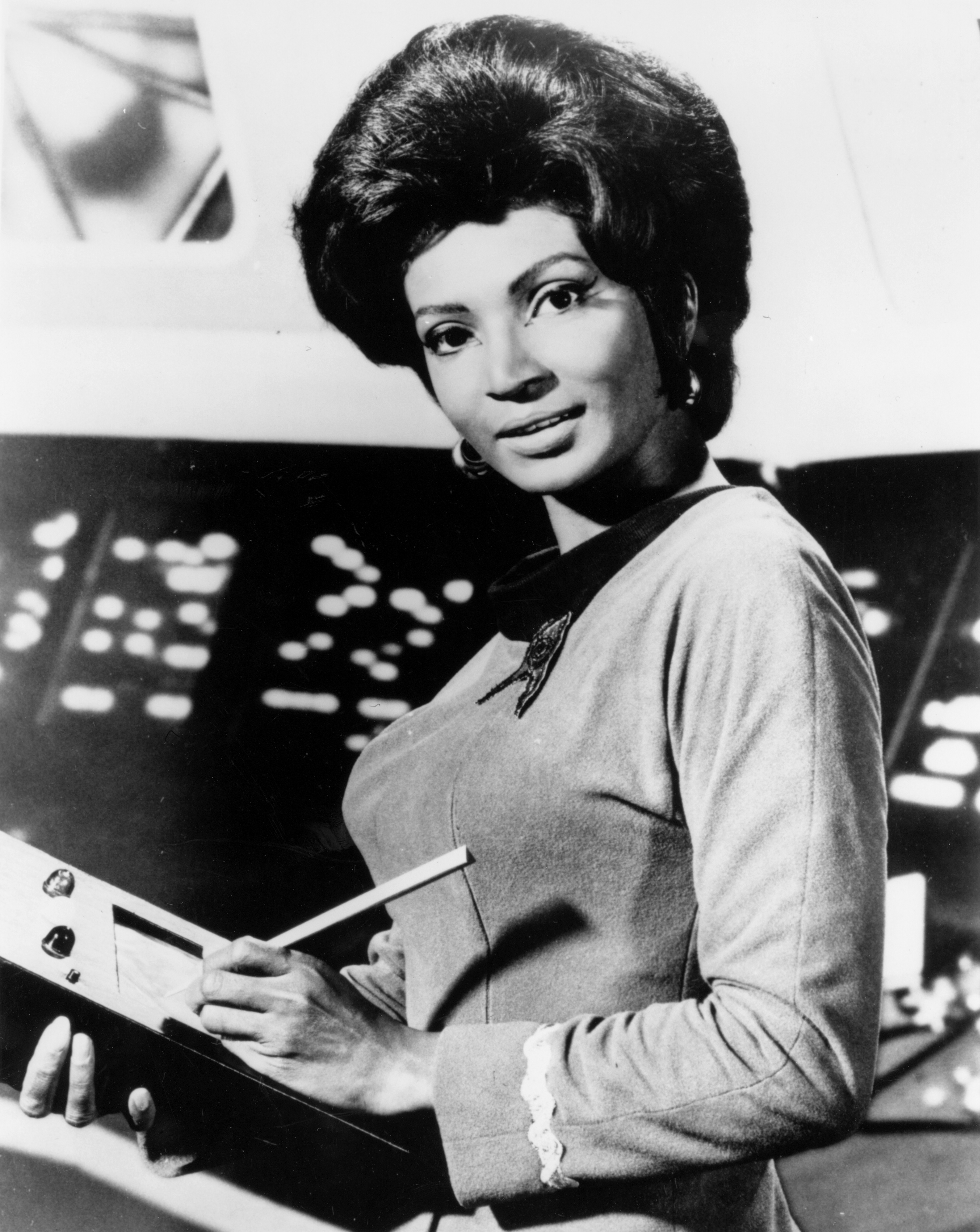
Ніколс у ролі лейтенантки Ухури у фільмі «Зоряний шлях», 1967 рік

Після ролі у «Зоряному шляху» Ніколс стала однією з перших чорношкірих жінок, які знялися у великому телесеріалі. Її видатна допоміжна роль офіцерки на містку була безпрецедентною. Одного разу у Ніколс виникла спокуса покинути серіал; однак розмова з Мартіном Лютером Кінгом змінила її думку. Ближче до кінця першого сезону Ніколс отримала можливість зіграти роль на Бродвеї. Вона віддавала перевагу сцені ніж телестудії, тому погодилась. Ніколс пішла в офіс Родденберрі, розповіла про свої плани та вручила свою заяву про звільнення. Родденберрі намагався переконати її залишитися, але марно, тому запропонував взяти вихідні, і якщо її думка не зміниться, він дасть їй своє благословення. У ті вихідні Ніколс відвідала бенкет, який проводив НАСКН, де їй повідомили, що один фанат дуже хоче з нею зустрітися.
|  | Я подумала, що це Треккі, і тому сказала: «Звичайно». Я подивилась в іншу частину кімнати, і ким би не був той фанат, йому б довелось почекати, бо до мене йшов доктор Мартін Лютер Кінг з широкою посмішкою на обличчі. Він звернувся до мене і сказав: «Так, міс Ніколс, я ваш найбільший шанувальник». Він сказав, що «Зоряний шлях» — єдине шоу, яке б він та його дружина дозволили трьом маленьким дітям дивитися, а не спати. [Вона розповіла Кінгу про свої плани кинути серіал, тому що хотіла отримати роль на Бродвеї.] Мені так і не вдалося пояснити йому чому, бо він сказав: «Ви не можете, Ви не можете…Вперше на телебаченні нас будуть бачити такими, якими нас мають бачити щодня: розумними, кваліфікованими, красивими людьми, які можуть співати, танцювати, можуть полетіти в космос, які працюють професорами, адвокатами». Доктор Кінг-молодший пішов далі, заявивши: "Якщо ви підете, ці двері можуть бути закритими, тому що ваша роль — це не роль для чорних і жінок, її зможе зайняти будь-хто навіть інопланетянин. |

Кінг особисто заохочував її залишитися в серіалі, кажучи, що вона «не може здатися», бо вона грає життєво важливий приклад для наслідування для темношкірих дітей та молодих жінок по всій країні, а також для інших дітей, які будуть бачити темношкірих людей рівними, зайшовши так далеко, що порівняв її роботу у серіалі з маршами руху за громадянські права. Від слів Кінга Ніколс заціпило, дозволивши їй усвідомити, наскільки важливою для руху за громадянські права є її роль, і наступного дня вона повідомила Родденберрі, що залишається. Коли вона розповіла Родденберрі, що сказав Кінг, у нього на очах виступили сльози. Ніколс попросила Родденберрі повернути її роль, і Родденберрі дістав її заяву про звільнення, яку він уже розірвав. Для колишньої астронавтки НАСА Мей Джемісон роль Ніколс лейтенантки Ухури стала натхненням для вибору майбутньої професії, Вупі Голдберг також говорила про вплив Ніколс. Голдберг попросила роль у фільмі «Зоряний шлях: Наступне покоління», і персонажку Гуінан створили спеціально, а Джемісон з'явилася в епізоді серіалу.
У ролі лейтенантки Ухури Ніколс поцілувала білого актора Вільяма Шетнера, виконавця ролі капітана Джеймса Т. Кірка, в епізоді «Пасинки Платона» від 22 листопада 1968 року. Цей епізод згадується як перший приклад міжрасового поцілунку на американському телебаченні. Поцілунок Шетнера та Ніколс вважався новаторським, хоча й зображувався вимушеним позаземним телекінезом. Було трохи похвали та майже не було незгод. У своїй автобіографії «Поза Ухурою, зірковий шлях й інші спогади» Ніколс процитувала лист від білого жителя півдня, який написав: «Я категорично проти змішування рас. Проте щоразу, коли червонокровний американський хлопець, як капітан Кірк, обнімає таку красуню як Ухура, він не збирається з цим боротися». Під час шоу 20 серпня 2006 року «Прожар зірку» Ніколс жартома згадала про поцілунок і сказала: «Що скажеш, увійдімо ще трохи в історію телебачення… і поцілуємо мою чорну дупу!».
Попри скасування серіалу у 1969 році, «Зоряний шлях» жив іншим чином і продовжував відігравати важливу роль у житті Ніколс. Вона знову озвучила Ухуру в мультсеріалі «Зоряний шлях»; в одному з епізодів «Сигнал Лорелеї» Ухура приймає на себе командування «Ентерпрайзом». У автобіографії Ніколс розказала про своє розчарування, що цього не сталося в оригінальному серіалі. Ніколс знялася в шести фільмах «Зоряного шляху», останнім був «Зоряний шлях 6: Невідкрита країна». Після смерті Леонарда Німого у 2015 році і до її власної смерті у липні 2022 року Ніколс була однією з чотирьох живих акторів франшизи, окрім Вільяма Шетнера, Джорджа Такеї і Волтера Кеніга.

### Інші акторські ролі

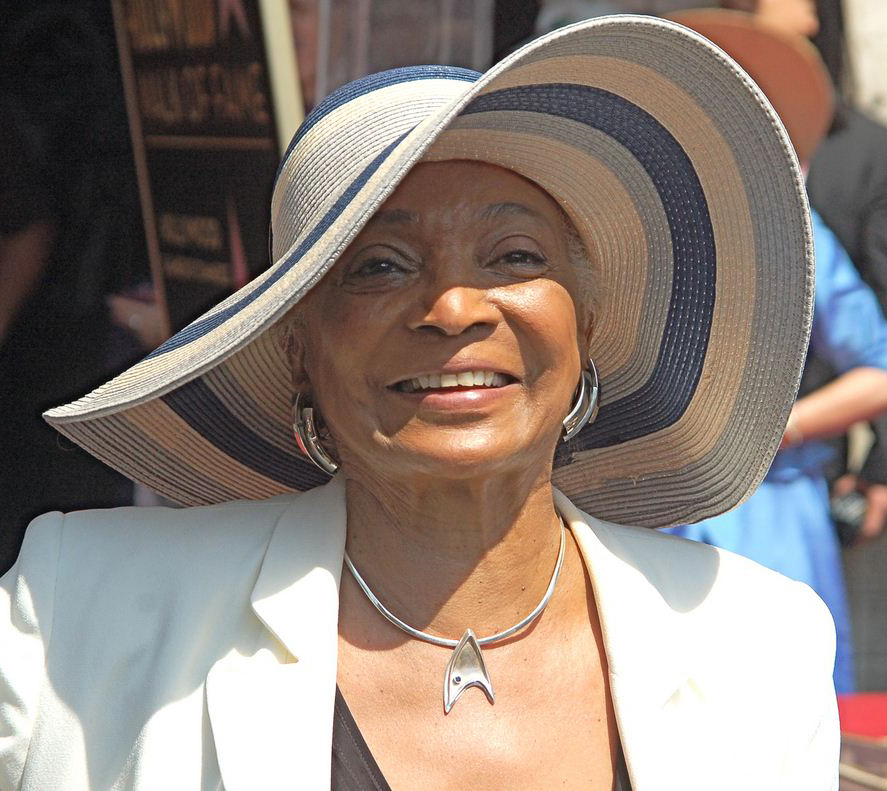
Ніколс у вересні 2012 року

У 1994 році Ніколс опублікувала автобіографію «Поза Ухурою, зірковий шлях й інші спогади». У ній вона стверджувала, що їй запропонували роль Пеггі Фейр у телесеріалі «Меннікс» під час останнього сезону «Зоряного шляху», але продюсер Джин Родденберрі відмовився звільняти її. У періодах між закінченням роботи в оригінальному серіалі, мультсеріалі «Зоряний шлях» і повнометражними фільмами Ніколс з'являвся в невеликих телевізійних і кіноролях. Вона отримала роль секретарки в комедії «Лікарю, ви, мабуть, жартуєте!» (1967), і зобразила лихослівну пані Доріенду у фільмі «Трак Тернер» (1974) поряд з Айзеком Гейзом, її єдина поява у блексплуатаційному кіно.
Ніколс з'явилася в анімаційній формі як одна з віцепрезидентських рейнджерів Альберта Ґора в епізоді «Футурами» «Антологія інтересів. Частина I», а в епізоді «Куди раніше не ходив жоден фанат» вона озвучила власну голову в скляній банці. Вона озвучила повторювану роль матері Елізи Мази Даяни в мультсеріалі «Гаргульї» і зіграла Тот-Копейру в епізоді «Бетмен: Анімаційний серіал». 2004 року вона озвучила себе в епізоді «Сімпсонів» «Простий Сімпсон». У комедійному фільмі «Снігові собаки» (2002) Ніколс з'явилася в ролі матері головного героя, у виконанні Куби Гудінга-молодшого. 2006 року вона з'явилася як головна героїня, мадам легального борделю в Неваді, яка не сплачує податки, у фільмі «Леді Магдалини». У цьому фільмі вона також була виконавчим продюсером, хореографом і заспівала три пісні у фільмі, дві з яких її авторства. Вона була двічі номінована на чиказьку театральну премію Сари Сіддонс за найкращу жіночу роль. Перша номінація була за роль Гейзел Шарп у виставі «Кікс і компанія»; друга — за її роль у п'єсі «Чорні».
Ніколс виконувала постійну роль у другому сезоні драми NBC «Герої». Її перша поява відбулася в епізоді «Кіндред», який вийшов в ефір 8 жовтня 2007 року. Вона зіграла Нану Доусон, голову сім'ї з Нового Орлеана, яку фінансово та особисто спустошив ураган Катріна, і якій довелося піклуватися про своїх осиротілих онуків. 2008 року Ніколс знялася у фільмі «Мучитель», у якому зіграла психіатра. 2009 року вона приєдналася до акторського складу науково-фантастичної музичної комедії «Кабонавти», яка дебютувала на DailyMotion. У ролі генерального директора Cabonauts Inc, Ніколс також співає і танцює. 30 серпня 2016 року вона постала старенькою матір'ю Ніла Вінтерса в мильній опері «Молоді та непосидючі». 22 березня 2017 року вона отримала свою першу номінацію на денну премію «Еммі» в категорії «Видатний запрошений виконавець у драматичному серіалі».

### Музика
Ніколс випустила два музичних альбоми. «Down to Earth» — це збірка стандартної музики, що вийшла 1967 року, під час показу оригінального серіалу «Зоряний шлях». «Out of This World», що вийшов 1991 року, більше орієнтований на рок і присвячений «Зоряному шляху» та дослідженню космосу.
Як Ухура Ніколс співала пісні в епізодах «Зоряного шляху»: «Чарлі Ікс» і «Совість короля».

## Робота з НАСА

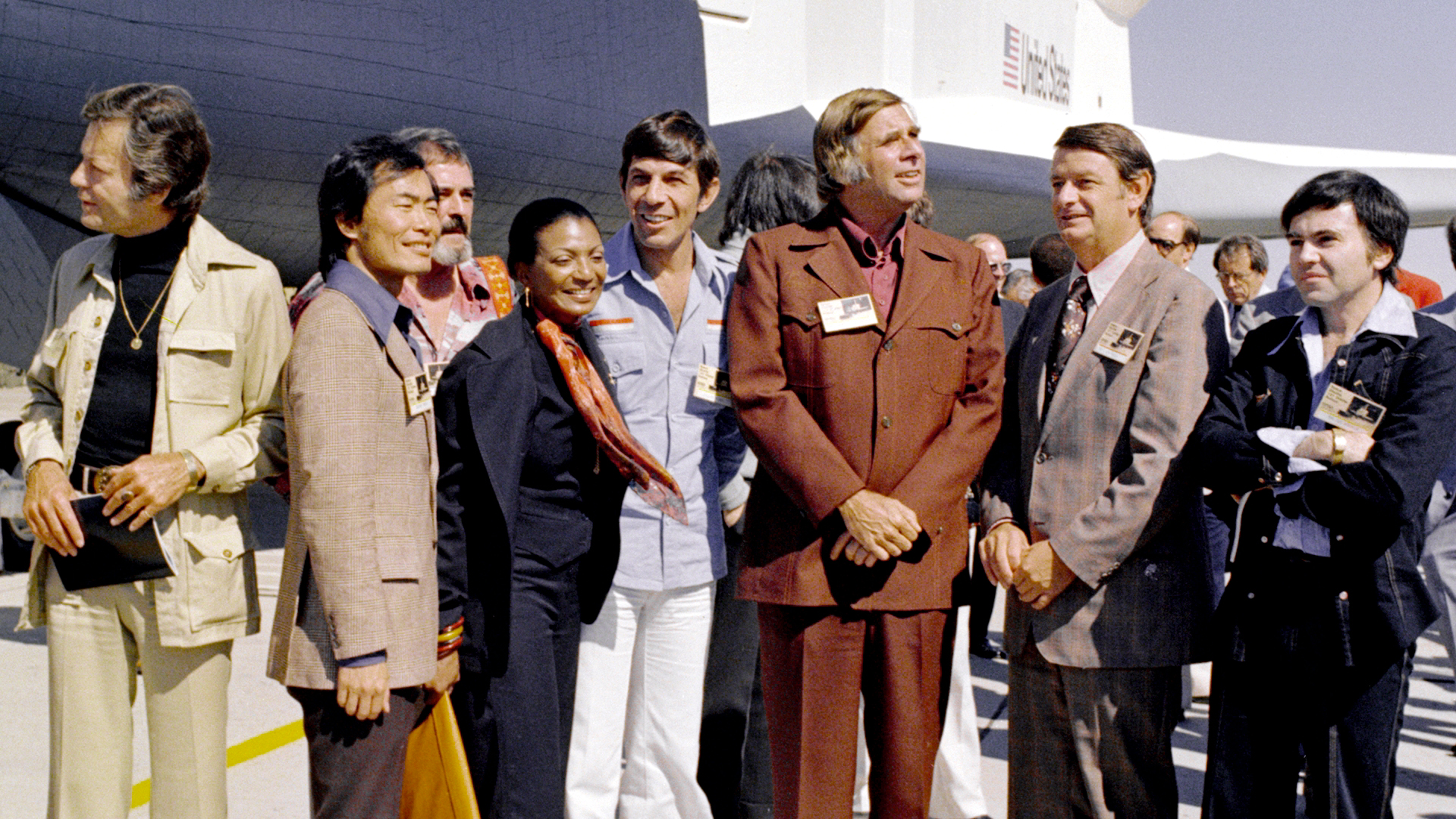
Ніколс (четверта ліворуч) з більшістю акторського складу «Зоряного шляху» відвідує шаттл «Ентерпрайз» на заводі Rockwell International у Палмдейлі, Каліфорнія, США, 1976 рік.

Після скасування «Зоряного шляху» Ніколс добровільно взяла участь у спеціальному проєкті НАСА, щоб залучити в космічне агентство працівників із національних меншин і жінок. Вона почала цю роботу, встановивши зв'язок НАСА з компанією «Жінки в русі», якій вона допомагала керувати.
Програма мала успіх. Штат НАСА поповнився доктором Саллі Райд, яка стала першою американською жінкою-астронавтом, полковником ВПС США Гайоном Блуфордом, перший афро-американським астронавтом, а також доктором Джудіт Резнік і доктором Рональдом Мак-Нейром, які здійснили успішні місії під час програми Space Shuttle до їхньої смерті в результаті катастрофи шаттла «Челленджер» 28 січня 1986 року. Серед новобранців також були Чарльз Болден, колишній адміністратор НАСА та ветеран чотирьох місій шаттлів, Фредерік Д. Грегорі, колишній заступник адміністратора та ветеран трьох місій шаттлів, Лорі Гарвер, колишній заступник адміністратора. Як ентузіаст у дослідженні космосу, Ніколс із середини 1980-х працювала в раді директорів Національного космічного інституту (сьогодні Національне космічне товариство), некомерційної освітньої організації, що виступає за захист космосу.
Наприкінці 2015 року Ніколс здійснила політ на борту на Boeing 747SP за програмою Стратосферної обсерваторії інфрачервоної астрономії НАСА, який проаналізував атмосферу Марса та Сатурна під час восьмигодинної місії на великій висоті. 17 липня 1976 року вона стала спеціальним гостем у Лабораторії реактивного руху в Пасадені, штат Каліфорнія, під час м'якої посадки «Вікінга-1» на Марс. Разом з іншими членами акторського складу з оригінального серіалу «Зоряний шлях» вона відвідала хрещення першого космічного шаттла «Ентерпрайз» на заводі North American Aviation у Палмдейлі, Каліфорнія. 14 липня 2010 року вона відвідала симулятор космічного шаттла та Центр управління польотів у Космічному центрі Джонсона.
Значна увага роботі Ніколс із НАСА приділена у документальному фільмі «Жінка в русі».

## Особисте життя

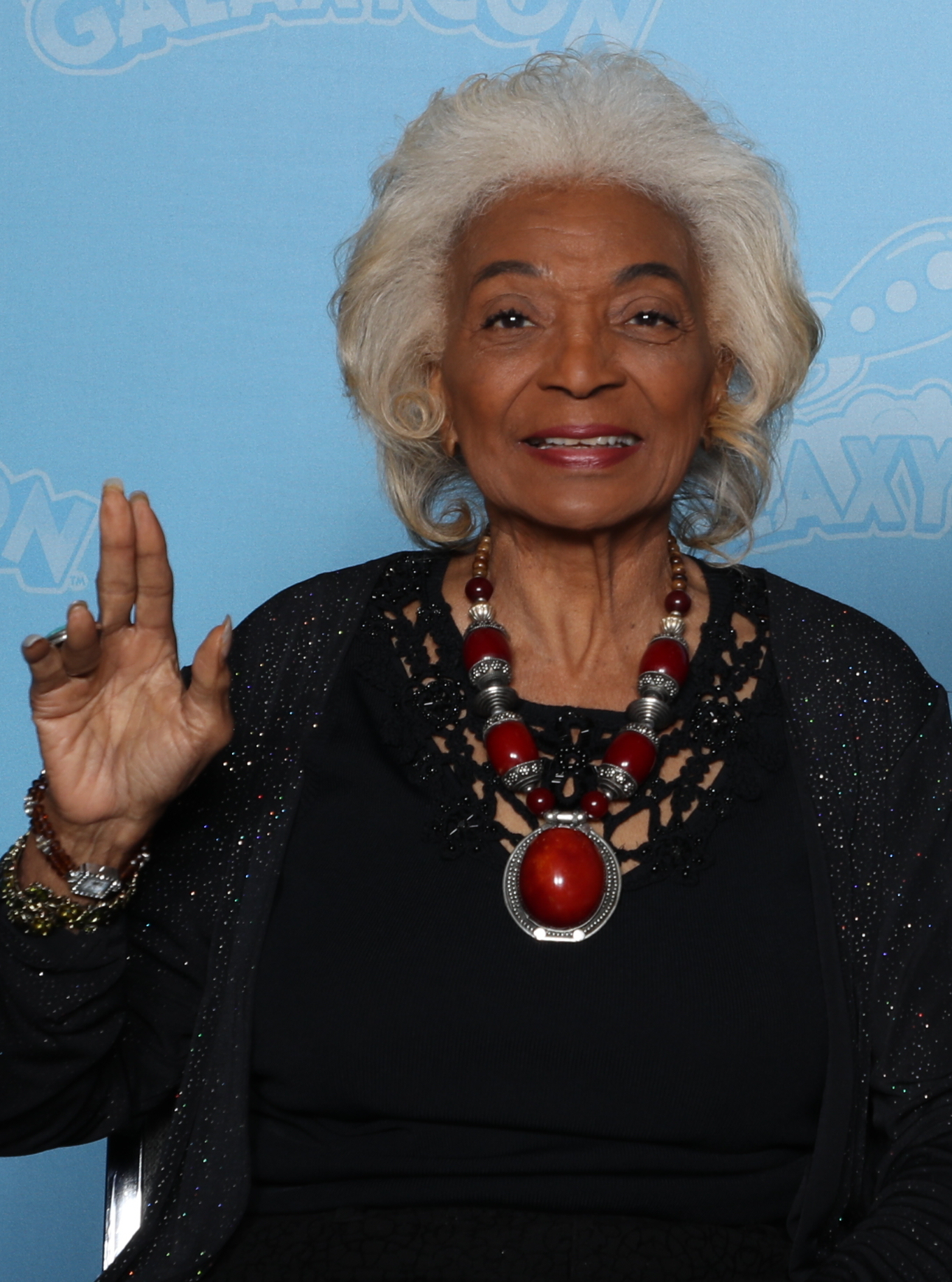
Ніколс у 2019 році

У своїй автобіографії Ніколс написала, що в 1960-х роках у неї були романтичні стосунки протягом кількох років з творцем «Зоряного шляху» Джином Родденберрі. За її словами, роман закінчився задовго до початку «Зоряного шляху», коли вона зрозуміла, що Родденберрі також пов'язаний з її знайомою Маджел Гудек (відомо. як Маджел Баррет). Гудек одружилася з Родденберрі та регулярно грала допоміжну роль медсестри Кристини Чапель у «Зоряному шляху».
Коли здоров'я Родденберрі послабшало, Ніколс написала для нього пісню під назвою «Gene». Вона заспівала її на його похоронах.
Ніколс була двічі одружена, спочатку з танцюристом Фостером Джонсоном (1917—1981). Вони побралися у 1951 році та розлучилися того ж року. В цьому шлюбі 14 серпня 1951 року вона народила сина Кайла. 1968 року Ніколс одружилася з герцогом Монді. Вони розлучилися у 1972 році.
Молодший брат Ніколс, Томас, був членом культу Небесних воріт. Він помер 26 березня 1997 року під час масового самогубства секти, яке навмисно збіглося з проходженням комети Гейла-Боппа. Як учасник релігійної групи протягом 20 років, він часто називав себе братом Нішель у рекламних матеріалах, опублікованих культом.
29 лютого 2012 року в Овальному кабінеті Ніколс зустрілася з президентом Бараком Обамою. Пізніше вона написала у Twitter про зустріч: «Кілька місяців тому [президента] Обаму процитували, що він був закоханий у мене, коли був молодшим», — також додала Ніколс. «Я запитала про це, і він з гордістю підтвердив! Президент Обама також підтвердив мені, що він, безумовно, був Треккером! Як це чудово?!».
Ніколс все життя була демократкою і дотримувалась пресвітеріанства.

### Здоров'я та смерть
У червні 2015 року Ніколс перенесла легкий інсульт у своєму будинку в Лос-Анджелесі, її госпіталізували в лікарню в районі Лос-Анджелеса. Магнітно-резонансна томографія підтвердила мікроінсульт, вона знаходилась на стаціонарному лікуванні. На початку 2018 року у Ніколс діагностували деменцію, внаслідок чого вона оголосила, що залишає виступи на конференціях.
Після судового спору щодо дій менеджера Ніклс Гілберта Белла, який став опікуном, у 2018 році її син Кайл Джонсон подав на опікунство. У січні 2019 року суд задовольнив клопотання. Подруга Ніколс Анджелік Фосетт, яка у 2017 році висловлювала стурбованість щодо контролю Белла над доступом, наполягала на праві відвідування та виступала проти клопотання Джонсона. Ця суперечка та судова справа Белла 2019 року щодо виселення з гостьового будинку на території Ніколс тривали станом на серпень 2021 року.
Ніколс померла від серцевої недостатності в Сільвер-Сіті, штат Нью-Мексико, 30 липня 2022 року у віці 89 років.

## Визнання
У 1982 році Роберт Гайнлайн присвятив їй свій роман «Фрайді». На її честь названо астероїд 68410 Ніколс.
У 1992 році її нагородили зіркою на Голлівудській алеї слави за внесок у телебачення. 1999 року Ніколс отримала «Золоту камеру» як культова зірка століття. 2010 року Ніколс здобула почесний ступінь Мішн-коледжу Лос-Анджелеса. 2016 року Ніколс стала першою жінкою, яка здобула нагороду За досягнення в кар'єрі від Академії наукової фантастики, фентезі та фільмів жахів. Нагороду вручили в рамках 42-ї церемонії вручення премії «Сатурн». 2018 року Ніколс здобула нагороду Inkpot Award.
Ніколс була почесною членкинею жіночого товариства Alpha Kappa Alpha.

## Фільмографія
| Рік       |    | Українська назва                           | Оригінальна назва                             | Роль                   |
| --------- | -- | ------------------------------------------ | --------------------------------------------- | ---------------------- |
| 1959      | ф  | Поргі та Бесс                              | Porgy and Bess                                | танцівниця             |
| 1964      | с  | Лейтенант                                  | The Lieutenant                                | Норма Барлетт          |
| 1966      | с  |                                            | Peyton Place                                  | медсестра              |
| 1966      | с  | Тарзан                                     | Tarzan                                        | Руана                  |
| 1966      | ф  | Смертельна тиша Тарзана                    | Tarzan's Deadly Silence                       | Руана                  |
| 1966      | ф  | Зроблено в Парижі                          | Made in Paris                                 | Клієнтка салону        |
| 1966      | ф  | Містер Баддвінг                            | Mister Buddwing                               | Гравець у кості        |
| 1967      | ф  | Лікарю, ви, мабуть, жартуєте!              | Doctor, You've Got to Be Kidding!             | Дженні Ріббок          |
| 1970      | с  | У полі зору                                | Insight                                       | Ейлі                   |
| 1973—1974 | с  | Зоряний шлях: Анімаційний серіал           | Star Trek: The Animated Series                | Нійота Ухура           |
| 1974      | ф  | Трак Тернер                                | Truck Turner                                  | Дорінда                |
| 1979      | ф  | Зоряний шлях: Фільм                        | Star Trek: The Motion Picture                 | Нійота Ухура           |
| 1982      | ф  | Зоряний шлях 2: Гнів Хана                  | Star Trek II: The Wrath of Khan               | Нійота Ухура           |
| 1984      | ф  | Зоряний шлях 3: У пошуках Спока            | Star Trek III: The Search for Spock           | Нійота Ухура           |
| 1984      | тф | Антоній та Клеопатра                       | Antony and Cleopatra                          | Чарміан<               |
| 1986      | ф  | Надприродне                                | The Supernaturals                             | сержант Леона Гокінс   |
| 1986      | ф  | Зоряний шлях 4: Подорож додому             | Star Trek IV: The Voyage Home                 | Нійота Ухура           |
| 1988      | с  | Староста класу                             | Head of the Class                             | Нішель Ніколс          |
| 1989      | ф  | Зоряний шлях 5: Останній кордон            | Star Trek V: The Final Frontier               | Нійота Ухура           |
| 1991      | ф  | Зоряний шлях 6: Невідкрита країна          | Star Trek VI: The Undiscovered Country        | Нійота Ухура           |
| 1993      | с  |                                            | ABC Weekend Special                           | Стелла                 |
| 1994      | с  | Бетмен                                     | Batman: The Animated Series                   | Тор Хепера             |
| 1994—1996 | с  | Гаргульї                                   | Gargoyles                                     | Діана Маза             |
| 1995      | ф  | Пригоди капітана Зума у відкритому космосі | The Adventures of Captain Zoom in Outer Space | Саган                  |
| 1996      | с  | Зоряний шлях: Глибокий космос 9            | Star Trek: Deep Space Nine                    | Нійота Ухура           |
| 1997      | с  | Людина-павук                               | Spider-Man                                    | Міріам                 |
| 2000—2002 | с  | Футурама                                   | Futurama                                      | у ролі себе            |
| 2000      | с  |                                            | G vs E                                        | Мама Генрі             |
| 2000      | с  |                                            | Buzz Lightyear of Star Command                | шеф                    |
| 2002      | ф  | Снігові собаки                             | Snow Dogs                                     | Амелія Брукс           |
| 2004      | с  | Сімпсони                                   | The Simpsons                                  | у ролі себе            |
| 2004      | ф  | Сплеск сили: Герої                         | Surge of Power: The Stuff of Heroes           | Омен                   |
| 2005      | ф  | Ну що, приїхали?                           | Are We There Yet?                             | Міс Мейбл              |
| 2008      | ф  | Леді Магдалини                             | Lady Magdalene's                              | Меггі                  |
| 2007      | с  | Герої                                      | Heroes                                        | Нана Доусон            |
| 2007      | с  |                                            | Star Trek: Of Gods and Men                    | Нійота Ухура           |
| 2008      | ф  |                                            | Tru Loved                                     | Бабуся                 |
| 2008      | ф  | Мучитель                                   | The Torturer                                  | Док                    |
| 2009      | с  | Кабонавти                                  | The Cabonauts                                 | Сі Джей                |
| 2010      | тф |                                            | Scooby-Doo! Curse of the Lake Monster         | сенаторка              |
| 2012      | ф  | Ця гірка земля                             | This Bitter Earth                             | Клара Воткінс          |
| 2016      | с  | Молоді та непосидючі                       | The Young and the Restless                    | Люсинда Вінтерс        |
| 2017      | с  |                                            | Star Trek: Renegades                          | адмірал Грейс Джемісон |
| 2017      | с  | По-собачому                                | Downward Dog                                  | Діджей Дівайн          |
| 2017      | с  | Лейтенант                                  | Lieutenant                                    | Барлетт                |
| 2017      | тф | Акулячий торнадо 5: Глобальне роїння       | Sharknado 5: Global Swarming                  | Старр                  |
| 2018      | ф  | Біла орхідея                               | The White Orchid                              | Тереза                 |
| 2018      | ф  | Американські кошмари                       | American Nightmares                           | Містична жінка         |
| 2020      | ф  | Неймовірно!!!!!                            | Janie                                         | Сенсей/Тітка Петунія   |
| 2020      | с  |                                            | Space Command                                 | Октавія Батлер         |
| 2020      | ф  | Зоряний шлях: Перший кордон                | Star Trek: First Frontier                     | Нійота Ухура           |
| 2021      | с  |                                            | 12 to Midnight                                | Девора                 |
| 2022      | с  | Зоряний шлях: Вундеркінди                  | Star Trek: Prodigy                            | Нійота Ухура           |

### Відеоігри та атракціони тематичного парку
| рік       | Назва                       | Роль                 | Примітки                                         |
| --------- | --------------------------- | -------------------- | ------------------------------------------------ |
| 1994      | Star Trek: 25th Anniversary | Нійота Ухура (голос) | Відеоігри (версії для CD-ROM)                    |
| 1995      | Star Trek: Judgment Rites   | Нійота Ухура (голос) | Відеоігри (версії для CD-ROM)                    |
| 1996–1998 | Star Trek Adventure         | Нійота Ухура         | функція парку розваг; з'явився в кількох версіях |

### Книги
| Назва         | Видавець         | Дата           | ISBN       | Примітки                  |
| ------------- | ---------------- | -------------- | ---------- | ------------------------- |
| За Ухурою     | GP Putnam's Sons | 19 жовтня 1994 |            |                           |
| Дитя Сатурна  | Penguin          | 17 жовтня 1995 |            | з Маргарет Вандер Бонанно |
| Квест Сатурна | Planet X Books   | 2002           | 0971915407 | з Джимом Мічаном          |